# Anne Perrot
Pour les articles homonymes, voir Perrot.
Anne Perrot, née le 10 juin 1958 à Paris, est une économiste française spécialiste de la concurrence et de la régulation.

## Biographie
Anne Perrot, fille unique des historiens Michelle Perrot née Roux et Jean-Claude Perrot, est professeure d’économie à l’université Paris 1 Panthéon-Sorbonne et à l'École nationale de la statistique et de l'administration économique (ENSAE) et membre du Laboratoire d’économie industrielle du Centre de recherche en économie et statistique (CREST).
Après avoir été vice-présidente du Conseil de la concurrence de 2004 à 2012, elle rejoint en 2012 un cabinet de conseil en économie.
Anne Perrot est membre du Cercle des économistes, et est nommée en 2014 membre correspondant du Conseil d'analyse économique. Début 2015, elle obtient la présidence de la commission d'évaluation de la loi Macron. Elle apporte son soutien à Emmanuel Macron en vue de l'élection présidentielle de 2017.
En septembre 2018 elle rejoint le service de l'Inspection générale des finances en tant qu'inspectrice générale des finances.

## Ouvrages
- Réglementation et concurrence (éd.), collectif, Economica, 1997
- (éd. Maurel, Prager, Perrot, Puig, Thisse), Villes et économie, La Documentation française, 2004.

## Décoration
- Officier de la Légion d'honneur (14 juillet 2018)[8]